# Der Geizhals (Držić)
Der Geizhals (serbokroatisch Skup) ist eine Komödie und eine Satire des ragusanischen Renaissance-Dichters Marin Držić, die Plautus’ Aulularia nachgebildet ist. Ihr Ende ist nicht erhalten. Zusammen mit Dundo Maroje und Novela od Stanca gehört sie zu Držićs erfolgreichsten Stücken. 

## Handlung

### Prolog

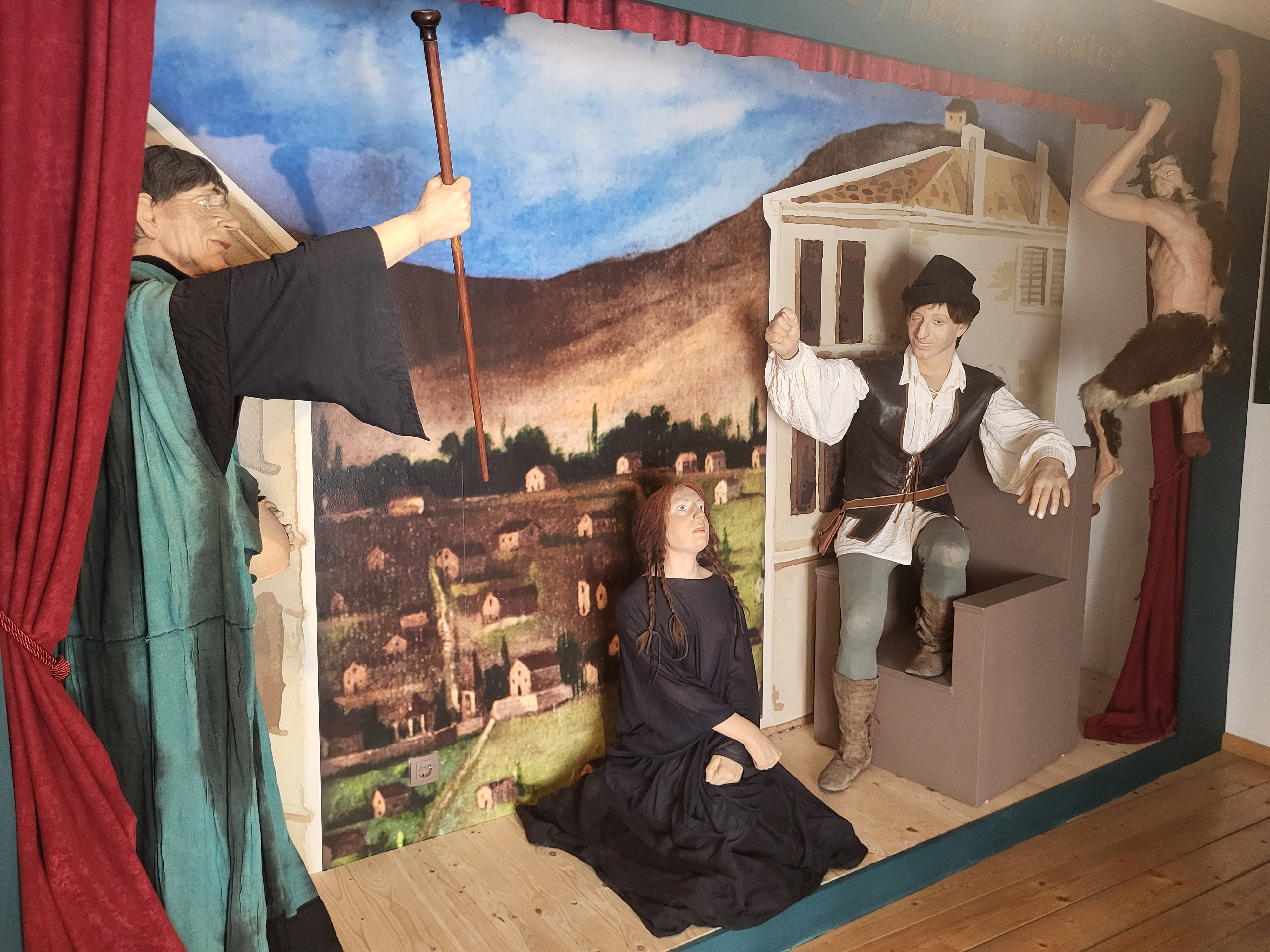
Der Geizhals (links) und der Satyr (rechts) in figürlicher Darstellung mit authentischen Kostümen im Marin Držić-Haus

Der Prolog wird von einem Satyr gesprochen, einer Figur, die dem Publikum aus Schäferspielen bekannt war, als deren Autor sich Držić mit Tirena (1548) und Venus und Adonis (1551) bereits einen Namen gemacht hatte. Der Satyr entschuldigt sich denn auch, dass heute kein Schäferspiel, sondern eine Komödie gegeben wird. Eigentlich habe eine Nymphe einen Prolog in Versen aufsagen sollen, sie sei aber von ihm davongelaufen. Ferner habe das Stück von der Schauspielertruppe der „Njarnasen“ gegeben werden sollen. Als die aber vernommen habe, dass eine böse Schwiegermutter im Stück vorkomme, habe sie Reißaus genommen, weswegen die Gäste nun mit Laien vorlieb nehmen müssten. Zum Schluss führt er ins Stück ein: Er habe dem alten Geizhals (Skup) den Weg zu einem verborgenen Schatz gewiesen. Geizhals hat diesen Schatz bei sich zuhause versteckt und bewacht ihn seither mit ständigem Argwohn.

### Erster Akt
Das junge hübsche Dienstmädchen Gruba („die Grobe, Hässliche“) wollte soeben in Geizhalsens Küche Feuer holen, als plötzlich der Hausherr auftauchte, sie wild als Diebin beschimpfte und sie vor Schreck die Treppe hinunterfiel. Diese Begebenheiten erzählt sie nun entsetzt Variva (von variti „kochen“), der alten Magd des Geizhalses. Die beklagt sich über die unhaltbaren Zustände im Hause: Der Herr gibt sich arm wie ein Bettler, lässt niemanden eintreten und verhält sich feindselig gegen alle Welt. Feuer gibt es ohnehin keins, weil er kein Geld für Holz ausgeben will. Außerdem habe seine Tochter Andriana (Andrijana) soeben vernehmen müssen, dass er sie an einen alten reichen Mann zu vermählen gedenke, weil der sie auch ohne Mitgift nehmen würde. Gruba erzählt, dass Andriana sich bereits heimlich mit dem jungen Adligen Kamilo verlobt habe, der vor Liebeskummer schier verschmachte. Da tritt zeternd und tobend Geizhals auf und beschuldigt Variva, eine Schnüfflerin auf ihn gehetzt zu haben und ihn bestehlen zu wollen. Variva fragt ironisch, welchen Schatz sie denn im leeren Haus rauben sollte, woraufhin er argwöhnt, dass sie etwas von seinem Reichtum wisse. Als Variva Holz hacken geht, erschrickt er gleich wieder zu Tode und vermutet Räuber im Haus. Er verlangt den Schlüssel zur Küche von ihr und will sie verprügeln. Andriana geht dazwischen. Er bleibt allein zurück und klagt darüber, wie elend es ihm geht, seit er den Schatz gefunden hat. Panisch wird er gewahr, dass er schon zu lange aus dem Haus ist, und fragt misstrauisch, was Variva und Andriana treiben. Die Tochter bestätigt, dass sie oben seien. Es ist das letzte Mal, dass sie etwas im Stück sagt. Geizhals instruiert die beiden, die Tür verriegelt zu halten und niemanden einzulassen. Er muss bei einem Schuldner Geld eintreiben gehen, kann sich aber nur schwer dazu entschließen, den Schatz unbewacht zu lassen. Ständig hat er Angst, jemand könnte etwas davon mitbekommen haben. Menschen, die ihn um Geld bitten, weist er ab, er brauche keine Freunde. Murrend macht er sich auf den Weg.
Kamilo tritt auf. Er will die seltene Abwesenheit von Geizhals nutzen, um seine Geliebte zu sehen, und besticht Gruba mit Süßigkeiten, damit sie Variva herbeiholt. Die berichtet ihm vom Unglück der Heiratspläne des geizigen Vaters. Der entsetzte Kamilo lässt Andriana ausrichten, ruhig Blut zu bewahren und auf seine weiteren Anweisungen zu warten.
In der letzten Szene treten Kamilos Mutter Dobre („die Gute“) und deren Bruder, der Hagestolz Zlatikum („Gevatter Gold“) auf. Sie versucht ihn zu bereden, sich endlich eine Frau zu nehmen, damit ihr Geschlecht nicht erlösche. Sie habe bereits ein Mädchen aus reichem Hause mit großer Mitgift im Blick. Zlatikum will wegen seines vorgerückten Alters eigentlich nicht mehr heiraten und wenn, dann nur ein armes, unprätentiöses Mädchen ohne Mitgift, dessen Herr und Gebieter er sein könnte. Geizhals habe ihm bereits seine Tochter angetragen und ihm versprochen, falls er doch noch in den Ehestand treten wolle, dass er darauf zurückkommen werde. Dobre überredet ihn, ihm nun seine Zusage zu erteilen.

### Zweiter Akt
Kamilos Diener Munuo tritt auf und beklagt sich über das ständige Liebesgesülze seines Herrn. Er selbst ist in Gruba verliebt und versucht kurz sein Glück bei ihr, sie weist ihn aber ab. Kamilo eilt atemlos herbei und zieht Munuo mit sich fort. 
Geizhals hat es nicht übers Herz gebracht, seinen Schatz alleine zu lassen, und kommt unverrichteter Dinge zurück. Zlatikum tritt herbei und hält um die Hand seiner Tochter an. Geizhals mutmaßt sogleich, dass er sich so nur seines Geldes bemächtigen will, als er aber hört, dass keine Mitgift entrichtet werden muss, willigt er schließlich ein. Zlatikum geht überglücklich ab, um sogleich Anweisungen zur Hochzeitsfeier zu geben. Geizhals trägt Variva auf, die nötigen Vorkehrungen für das Fest im Haus zu treffen, und geht ebenfalls ab.
Kamilo und Munuo, die alles belauscht haben, treten wieder hervor. Kamilo ist untröstlich über die Neuigkeit, dass ausgerechnet sein Onkel sein Rivale ist. Munuo heckt einen Plan aus. Sein Meister solle sich zuhause verschanzen, und er werde überall erzählen, er sei todkrank und werde vor Liebeskummer bald sterben. Das werde seine Mutter bestimmt erweichen und sie könne dann ihrem Bruder die Heiratspläne wieder ausreden. Variva bietet sich als Zeugin der Verlobung von Kamilo und Andriana an und verspricht, mit ihr zu sprechen. Sie werde ihm gewiss treu bleiben.
Zum Schluss tritt Pasimaha, der aus Kotor stammende Diener von Zlatikum, auf. Er wurde von seinem Herrn mit reichlich Geld ausgestattet und kauft nun alles Nötige für die Hochzeitsfeier ein. Er flirtet kurz mit Gruba, die ihn wie zuvor schon Munuo, aber nicht ganz so resolut zurückweist.

### Dritter Akt
Dobre äußert gerade ihre Befürchtungen, dass ihr Bruder und Geizhals sich nicht einigen könnten, da kommt ihr Bekannter Dživo, Grubas Herr, und sagt, ihm sei zu Ohren gekommen, Kamilo habe sich mit Andriana verlobt. Dobre gerät in große Wut und schimpft über den Leichtsinn ihres Sohnes und die heutigen Schwiegertöchter. Gruba eilt herbei und berichtet, Kamilo liege im Sterben. Dživo macht sich auf, einen Arzt zu holen, die wehklagende Dobre geht mit Gruba ab.
Pasimaha und der Koch Drijemalo kommen mit Speisen und Wein und begehren Einlass in Geizhalsens Haus. Sie setzen sich über Varivas Bedenken, dass sie doch niemanden einlassen sollte, unbefangen hinweg.
Munuo berichtet in einem Monolog, dass Dobre verzweifelt sei und bereits viele Ärzte am Krankenlager Kamilos ihre Aufwartung gemacht haben. Als Geizhals naht, versteckt er sich. Der kommt vom Schlachter, wo er nolens volens etwas für das Fest gekauft hat, und ärgert sich maßlos über die anstehenden Ausgaben. Er will am liebsten gar nichts ausrichten. Als er den Lärm der Köche in seinem Haus hört und Pasimaha auch noch mit einem Messer in der Hand heraustritt, wird er rasend, beschuldigt sie, ihn im Auftrag Zlatikums ermorden und bestehlen zu wollen, und prügelt und verjagt die beiden. Als Zlatikum kommt, versteckt auch er sich und vernimmt mit wachsendem Wohlwollen dessen monologische erzkonservative Erörterungen über die perfekte Hausfrau. Als er sich zur Genüge versichert hat, dass Zlatikum nicht hinter seinem Schatz her ist, tritt er aus seinem Versteck und bekräftigt die Hochzeit am Abend. Zlatikum macht sich zum Barbier auf. Geizhals ist so weit zufrieden, will angesichts des unausweichlichen Rummels in seinem Haus aber seinen Schatz in der nahen Kirche in Sicherheit bringen. Munuo folgt ihm heimlich und sieht (in einer Teichoskopie), wie Geizhals den Krug in einem Grab versteckt und Knochen darüberlegt. Als Geizhals sich zum Küster aufmacht, um die Schlüssel zur Kirchentür zu erbitten, schleicht Munuo in die Kirche.

### Vierter Akt
Munuo hat den Schatz gefunden und gestohlen und macht sich damit davon. Es treten Kamilos Freund Pjerić („Peterchen“) und sein Onkel Niko auf. Pjerić möchte Niko eigentlich um Hilfe für den angeblich todkranken Kamilo bitten, dieser ergeht sich aber ausschweifend über die nichtsnutzige, verderbte Jugend von heute und verweigert jegliche Unterstützung.
Geizhals hat sich mit dem Küster verplaudert. Er will rasch nachschauen, ob sein Schatz noch an Ort und Stelle ist, und dann die Kirche abschließen. Inzwischen berichtet Pasimaha seinem Herrn von der schmachvollen Behandlung, die ihnen im Hause des Geizhalses zuteilgeworden ist. Zlatikum ist empört und sagt die Hochzeit ab. Geizhals stürmt schreiend aus der Kirche und beschuldigt Zlatikum, ihm den Schatz gestohlen zu haben. Der sieht sich nur in seiner Haltung bestätigt und geht kopfschüttelnd ab.
Munuo kommt frohen Mutes zu Gruba und will sie davon überzeugen, ihn zu heiraten. Er verheißt ihr eine goldene Zukunft, darf aber natürlich nichts Genaueres vom geraubten Schatz verlauten lassen. Sie bekundet Interesse und vertröstet ihn auf später, wenn er tatsächlich Geld habe. Variva berichtet in einem Monolog, dass Andriana sich seit der Nachricht von der Krankheit ihres Geliebten mit Selbstmordgedanken trage, und will schleunig zu ihr.
Dživo kann den Starrsinn von Kamilos Mutter, die ihrem Kind den Segen verweigert, nicht nachvollziehen und will Geizhals und Zlatikum überreden, die Hochzeit abzusagen. Er begegnet Niko, der ein weiteres Mal misanthropische Reden schwingt und jede Hilfe verweigert. Zum Schluss begegnet er seiner Dienstmagd Gruba, die ihm von Munuos Heiratsantrag erzählt. Dživo findet das lächerlich und ermahnt sie, nicht darauf einzugehen.

### Fünfter Akt
Kamilo berichtet in einem Monolog von seinen Qualen und verflucht seinen Diener Munuo, der ihm zuerst Hoffnung gemacht hat und sich nun nicht mehr blicken lässt. Als er Geizhals gewahr wird, geht er mutig auf ihn zu. In einem langen Dialog – einem Höhepunkt von Držićs Komik – reden die beiden beständig aneinander vorbei. Kamilo möchte sich dafür entschuldigen, dass er das Herz der Tochter geraubt hat, Geizhals meint am Ende, Kamilo habe zusammen mit Andriana den Schatz gestohlen, und geht wutschnaubend, mit der Ankündigung, vor Gericht zu ziehen, ab. Kamilo folgt ihm aus sicherer Distanz.
Munuo weiß nicht, was er nun tun soll. Er würde sich gerne mit dem Geld aus dem Staub machen, die Aussicht auf Gruba hält ihn aber zurück. Kamilos Freund Pjerić kommt und macht ihm Vorwürfe, seinen Herrn im Stich zu lassen, und will wissen, was Munuo unter seinem Gewand versteckt. Als der sich in Ausflüchte verstrickt und behauptet, es gehöre Kamilo, ergreift er ihn und zerrt ihn zu diesem fort.
Geizhals kommt wieder mit Kamilo im Schlepptau. Der eröffnet ihm endlich, dass er sich mit Andriana verlobt hat. Geizhals höhnt, er habe es nur auf seinen Schatz abgesehen, seine Tochter werde aber Zlatikum heiraten. Just in diesem Moment tritt auch der hinzu und macht klar, dass es nicht zur Heirat kommen wird. Geizhals ist entrüstet und bringt immer wildere Anschuldigungen vor. Die beiden anderen halten ihn für verrückt. Auch Dživo gesellt sich zu ihnen und dringt in Geizhals, Kamilo als Schwiegersohn zu akzeptieren. Schließlich kommt auch Pjerić mit Munuo. Munuo bittet die Umstehenden, sich zu beruhigen, er habe gute Nachrichten zu verkünden. Gerade als er beginnt, die Lage zu entwirren, bricht die Überlieferung ab.

### Mögliche Lösungen
Ausgehend von überlieferten Fragmenten des Schlusses vermutete der Slavist Jiří Polívka, dass „Munuo den gestohlenen Schatz herausgegeben und der Geizige das liebende Paar gesegnet und mit seinem Schatze beschenkt hat“.
Im Schluss, den Mihovil Kombol 1950 ergänzt hat, teilt Munuo mit, dass Geizhals tatsächlich einen Schatz besitzt, den vor Kurzem aber ein „Geist“ gestohlen habe. Er will ihn nur zurückgeben, wenn Geizhals in die Hochzeit von Kamilo und Andriana einwilligt. Der tut dies widerwillig, verweigert aber weiterhin eine Mitgift (die Kamilo gar nicht begehrt). Der nun auch noch auftauchende Niko zwingt ihn, das Paar mit Geld auszustatten. Munuo bittet Dživo, Gruba heiraten zu dürfen. Dživo und Zlatikum gewähren diesen Wunsch und versprechen, eine Mitgift zu entrichten. Gruba nimmt den Antrag an. Zlatikum bezahlt die Doppelhochzeit.

## Vorlagen

### Plautus’ Aulularia
Der Geizhals ist das einzige Stück Držićs, das seine Quelle preisgibt. Im Prolog nennt der Satyr explizit Plautus als Vorlage

„A komedija mislite kakva će bit? Starija je neg moj djed i pradjed [...], sva je ukradena iz njekoga libra starijeg neg je staros, – iz Plauta; djeci ga na skuli legaju.“

„Aber was für eine Komödie, denkt ihr, wird euch hier erwarten? Sie ist älter als mein Großvater und mein Urgroßvater [...], sie ist ganz aus einem Buche gestohlen, das älter ist als die Zeit – aus Plautus; die Kinder lesen es in der Schule.“
– Satyr: Prolog

Zum Verhältnis von Plautus’ Vorlage und Držićs Bearbeitung hat der Slawist Ferdo Živko Müller (1853–1917) das Wesentliche bereits 1879 herausgearbeitet. Seine Arbeit „Skup“, komedija od Marina Držića Dubrovčanina („Der Geizhals, eine Komödie des Dubrovnikers Marin Držić“) erschien nur vier Jahre nach der Erstausgabe und war die erste wissenschaftliche Arbeit, die sich ausschließlich Držićs Werk widmete. Der Satyr bei Držić entspricht dem Lar (Hausgott) bei Plautus als Vorredner, der Geizhals dem Euclio, Andriana der Phaedria, Variva der Staphyla, Zlatikum dem Megadorus, Dobre der Eunomia, Kamilo dem Lyconides, Pasimaha dem ersten Strobilus. Die beiden Köche Congrio und Anthrax vereinte Držić zu Drijemalo. In Munuo wiederum vereinte er den zweiten Strobilus (den Sklaven des Lyconides) und Pythodicus (den Sklaven des Euclio). Dazu erschuf er neue Figuren, als wichtigste das Dienstmädchen Gruba, sodann auch Dživo, Niko und Pjerić. So ergaben sich auch ganz neue Szenen. Držić erweiterte die Handlung allgemein erheblich. Außerdem versetzte er die Geschichte in das Dubrovnik seiner Zeit, ersetzte römisch-heidnische durch christliche Konzepte (so schwören die Figuren gerne auf den Lokalheiligen Tryphon) und machte aus Sklaven Diener und Mägde. Müller schlussfolgerte, dass es sich bei Držićs Geizhals um eine čisto originalna radnja („eine rein eigenständige Arbeit“) handle.
Das bestätigte auch Vatroslav Jagić, der das Stück „eine in langsamerem Tempo sich bewegende Erweiterung“ nannte. Es sei „ein mit Zugrundelegung des Plautinischen Themas ganz selbständig gemachter dramatischer Bau, bei dem nur die Hauptcharaktere, dann im einzelnen einige Stellen oder Scenen an die Aulularia anklingen“.

### Italienische Komödien
Bald nach der Erstausgabe 1875 wurde auch erwogen, Držić könnte sich auch italienischer Plautus-Bearbeitungen bedient haben. So sollten die teilweise starken Abweichungen von Plautus erklärt werden. Genannt wurden die Komödien L’Aridosia (1536) von Lorenzino de’ Medici und La Sporta (1543) von Giovanni Battista Gelli. Polívka gab schon 1888 zu Bedenken, dass Držićs Geizhals mit La Sporta „wohl manche Ähnlichkeit“ habe, „doch unterscheidet er sich auch stark von derselben, vielfach an solchen Stellen, wo ‚La Sporta‘ mit der ‚Aulularia‘ übereinstimmt“.
Endgültig verworfen wurde die These im Jahr 1900 von Vatroslav Jagić, der ausführlich darlegte, dass Držić „dort, wo er von der Aulularia abweicht, seine eigenen Wege geht und das Plautinische Thema, den Geizhals, ganz unabhängig von Medici oder Gelli, mit Rücksicht auf die realen Lebensverhältnisse seiner Vaterstadt ausgearbeitet hat“.

## Uraufführung
Držić verfasste die Komödie anlässlich der Hochzeitsfeier von Sabo Palmotić (1522–1590) und Nika Crijević (1531–1563), Sprossen der Dubrovniker Patriziergeschlechter Palmotić (Palmota) und Crijević (Cerva). Der Ehevertrag wurde am 22. Mai 1553 aufgesetzt. Da die Mutter des Bräutigams im August des Vorjahrs verstorben war, fand die Hochzeit aber nicht sogleich statt. Đuro Matijašević behauptete 1702, sie sei im März 1555 gefeiert worden, wobei zumindest der Monat nicht stimmen kann, weil da Fastenzeit war. Das Jahr gilt für die Uraufführung des Stücks aber weiterhin als das wahrscheinlichste.

Der Bruder der Braut, Stjepan „Stijepo“ Crijević (1543–1590), deklamierte bei dieser Aufführung als Satyr den Prolog. Die Rolle war ihm auf den Leib geschrieben.

„Ma gdje sam ja ovo? Jesam li ja Stijepo? Je li ovo naša kuća? [...] I Stijepo sam i satir sam.“

„Aber wo bin ich hier? Bin ich Stijepo? Ist das hier unser Haus? [...] Ich bin sowohl Stijepo als auch der Satyr.“
– Satyr: Prolog

Auch die anderen Schauspieler waren Laien, vermutlich spielte auch Držić selbst mit. Die weiblichen Rollen wurden von Männern übernommen.

## Rezeption
Der Geizhals wurde bis ins 20. Jahrhundert kein weiteres Mal aufgeführt. Držićs Originalmanuskript ist nicht erhalten. Das Stück ist lediglich in einer Handschrift aus der zweiten Hälfte des 16. Jahrhunderts überliefert, deren erster nachweislicher Besitzer der Dichter Đuro Matijašević (1670–1728) war und die heute nach ihrem späteren Besitzer „Rešetar-Handschrift“ (Rešetarov rukopis) genannt wird. Die Handschrift enthielt ursprünglich alle Prosa-Dramen Držićs, darunter auch Dundo Maroje.
Matijašević veröffentlichte 1702 mehrere Seiten aus dem Geizhals unter dem italienisch-serbokroatischen Titel Dalla Comedia intitolata Skup, prikazana u Saba Gajčina na piru godišta 1555. mjeseza marča („Aus der Komödie mit dem Titel Skup, aufgeführt bei Sabo Gajčinov [= Palmotić] an der Hochzeitsfeier im Monat März des Jahres 1555“). In dieser Ausgabe finden sich 4 Sätze, die in der heute überlieferten Form fehlen:
- Veće ne pitajte, tako mu ištom recite. („Fragt nicht mehr, erzählt ihm einfach irgendetwas.“)
- Je li živ bog, ali spi? Da bi bog učinio da zlom smrti umrem. („Ist er bei Leben, Gott, oder schläft er? Möge Gott machen, dass ich eines bösen Todes sterbe.“)
- Ali, hvala bogu, odahnuh. („Aber, Gott sei Dank, ich habe aufgeatmet.“)
- Ja se isprtih, za rijet istinu, teška bremena! („Ich habe mich, um die Wahrheit zu sagen, von einer schweren Last befreit.“)

Das lässt vermuten, dass Matijašević noch den vollständigen Text vorliegen hatte. Wann und warum der Schluss verloren gegangen ist, bleibt unklar.
Den ersten vollständigen Druck besorgte der Philologe Franjo Petračić 1875 im Rahmen der Gesamtausgabe in der Reihe „Altkroatische Schriftsteller“ (Stari pisci hrvatski) der Kroatischen Akademie der Wissenschaften und Künste. Die erste moderne Aufführung fand am 13. September 1950 am Kroatischen Nationaltheater Zagreb unter der Leitung von Branko Gavella statt. Mihovil Kombol schrieb dafür einen eigenen Schluss.
Der Geizhals fand rasch breite Resonanz in der internationalen Gelehrtenwelt, insbesondere in der vergleichenden Literaturwissenschaft in Bezug auf die Renaissanceliteratur und die Plautus-Rezeption.
Weil Karl von Reinhardstöttner in seiner Schrift zur Plautus-Rezeption 1886 Držić übergangen hatte, reichte Jiří Polívka 1888 eine ausführliche deutschsprachige Zusammenfassung des Geizhalses nach, in der er auch den komischen Dialog zwischen Kamilo und dem Geizhals in der ersten Szene des fünften Aktes übersetzte.
Vatroslav Jagić schrieb (ohne Kenntnis von Polívkas Arbeit) 1900 einen ausführlichen Aufsatz über das Stück in deutscher Sprache. Er zählte es „zu den gelungensten Nachahmungen und Umarbeitungen der Aulularia im XVI. Jahrhundert“, bemängelte aber die Ausgabe von Petračić.
„Niemand will gestehen, und doch ist es sicher, dass man an vielen Stellen den Text Držić’s (es handelt sich nicht bloss um eine Komödie) nicht versteht.“ – Vatroslav Jagić
Wilhelm Creizenach lobte 1901 insbesondere Držićs humoristische Schilderungen der Verhältnisse in Dubrovnik. So werde die Komödie „in weit höherem Masse als bei den Italienern zu einem Bild der zeitgenössischen Verhältnisse und erhält dadurch einen besonderen Reiz“. Das ständige Schimpfen der Alten über die Jugend fand er „vielleicht etwas zu weitläufig“, das „Quipropro“ zwischen Kamilo und dem Geizhals in der ersten Szene des fünften Aktes „etwas unwahrscheinlich“. Ferner sei Lorenzino in der Charakterisierung des Geizhalses „entschieden glücklicher“ gewesen, denn dieser „moralisiert“ bei Držić „zu viel darüber, wie er durch den Goldfund alle Lebensfreude verloren habe“.
Vera Javarek verglich 1958 die Figuren Munuo mit Pomet, den Geizhals mit Maroje und Gruba (als kokettes Dienstmädchen) mit Petruniella aus Dundo Maroje. In den schlauen, verschlagenen Dienern Munuo/Pomet, die ihre Herren an Intelligenz und Persönlichkeitsstärke weit übertreffen, habe sich Držić vielleicht in Erinnerung an seine Dienstzeit bei dem dubiosen Grafen Rogendorf selbst verewigt.
Roberta Reeder las den Geizhals 1977 als Satire auf die Gesellschaft des 16. Jahrhunderts. In einer ausführlichen Analyse betonte sie die Brillanz von Držićs Anwendung satirischer Techniken (u. a. Typen, Karikatur, Ironie, Obszönität, Übertreibung) und räumte dem Stück einen Platz unter den großen Satiren der europäischen Literaturtradition ein.

## Übersetzungen
- Sonia Bićanić (Üs.): The miser. A comedy in five acts. Summer Festival Dubrovnik, Dubrovnik 1968 (englisch).
- Nicolas Raljević (Üs.): Skup. La comédie de l’Avare. Dom Marina Držića, Dubrovnik 2019 (französisch).
- Anke Levin-Steinmann (Üs.): Der Geizhals. Komödie in 5 Akten. Gabriele Schäfer Verlag, Herne 2024 (deutsch).